# Atrophaneura varuna
Espèce
Statut de conservation UICN

LC : Préoccupation mineure
Atrophaneura varuna ou Papillon chauve-souris commun est une espèce de lépidoptères (papillons) de la famille des Papilionidae. Cette espèce est présente en Asie du Sud-Est : Himalaya (nord-est de l'Inde, Bhoutan, Népal), au Bangladesh, en Birmanie, dans le sud-ouest de la Chine et dans la plus grande partie de l'Indochine y compris la Péninsule Malaise.

## Description

### Imago
Atrophaneura varuna est un grand papillon. Le dimorphisme sexuel est faible.
A l'avers les ailes antérieures sont noires, les veines sont de même couleur et sont entourées de stries bleues irisées . Les ailes postérieures sont dentelées, sans queues et sont de couleur noire avec des reflets bleutées. 
Au revers les stries autour des veines des ailes antérieures sont plus claires. La femelle est en moyenne plus grande que le mâle et ses ailes sont plus larges. Les stries des ailes antérieures sont plus claires que chez le mâle aussi bien à l'avers qu'au revers. Les stries fusionnent en une zone blanche diffuse près de la marge inférieure des ailes antérieures.

Chez les deux sexes le dessus et le dessous du thorax ainsi que le dessus de l'abdomen sont noirs mais la tête et le reste du corps sont rose vif avec des macules noires.

Atrophaneura varuna, vue dorsale
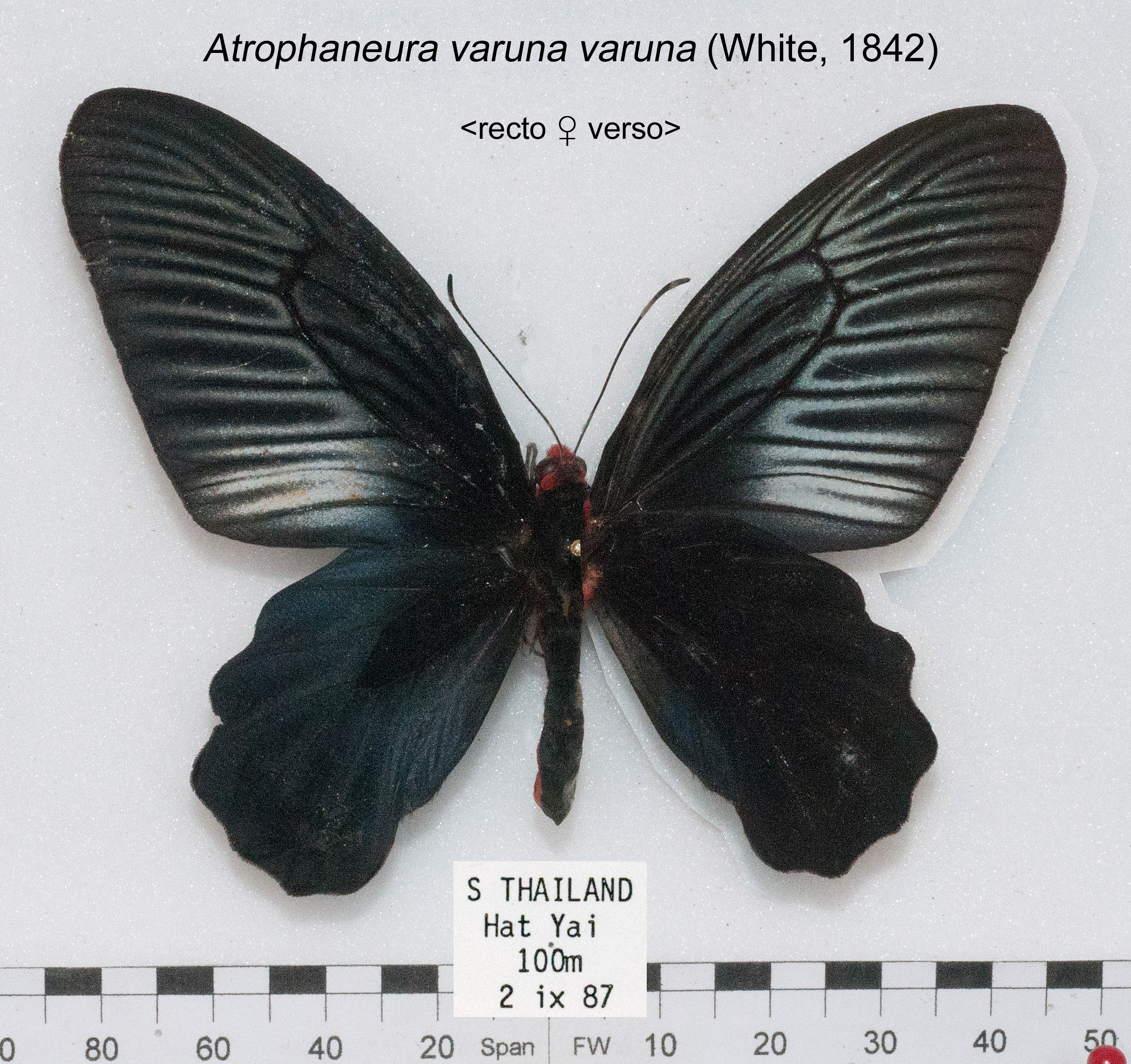
Atrophaneura varuna varuna femelle
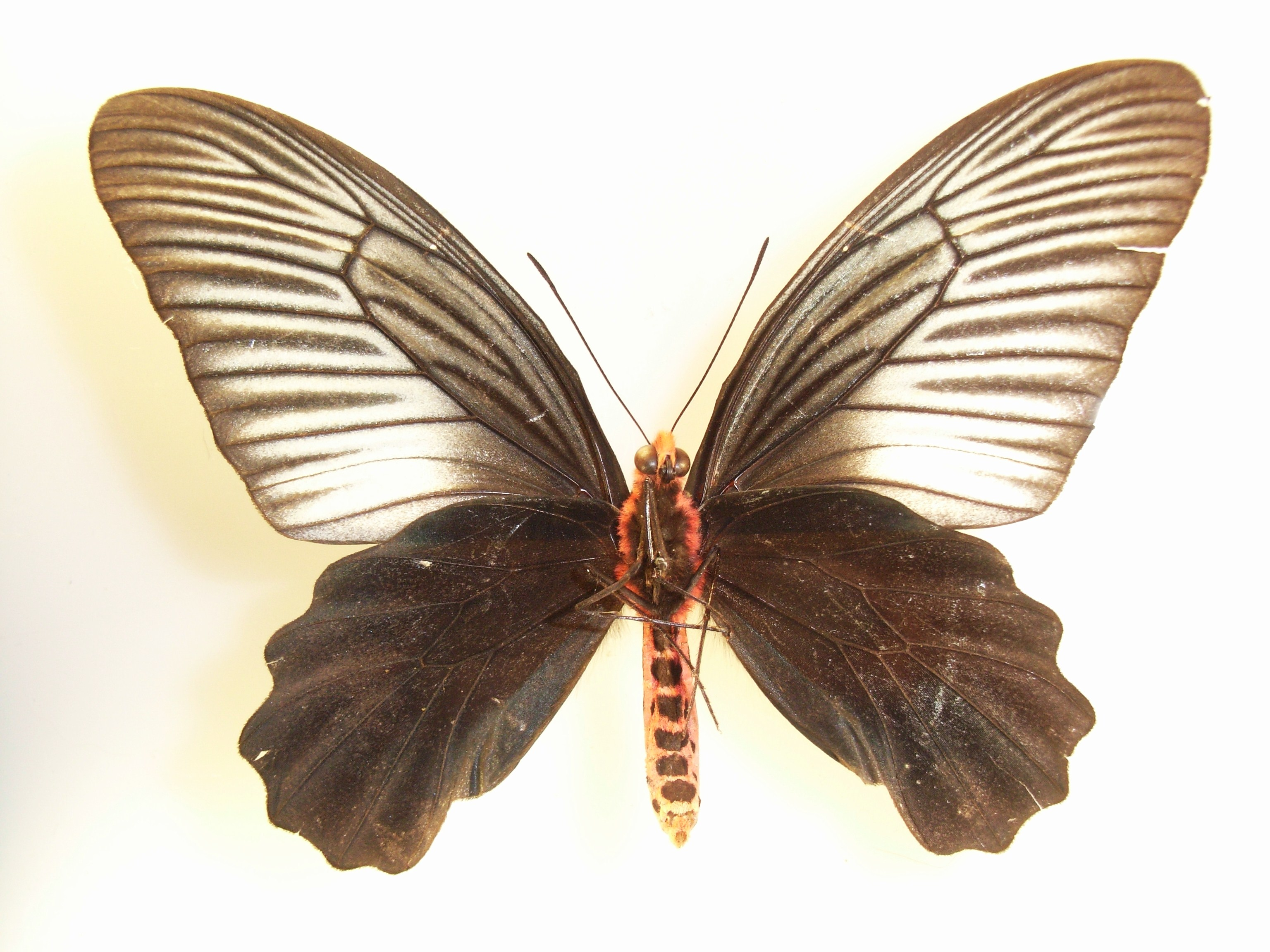
Atrophaneura varuna, vue ventrale

## Écologie
L'espèce utilise comme plante hôte différentes espèces de la famille des Aristolochiaceae, notamment Aristolochia tagala. Les chenilles passent par cinq stades avant de se changer en chrysalide. Comme toutes les espèces de Papilionidae elles possèdent un osmeterium derrière la tête qu'elles sortent quand elles se sentent menacées.
Les adultes ont été observés entre avril et décembre en Thaïlande, et entre avril-mai et juillet au Népal. Il se nourrissent du nectar des fleurs. Ceux de la sous-espèce zaleucus semblent avoir une préférence pour les fleurs de Sombucus chinensis. Au Népal les adultes ont été observés en train de se nourrir du nectar des fleurs de Lantana.

## Habitat et répartition
Atrophaneura varuna est présent dans l'écozone Indomalaise : Himalaya (nord-est de l'Inde, Bhoutan, Népal), au Bangladesh, en Birmanie, dans le sud-ouest de la Chine et dans la plus grande partie de l'Indochine y compris la Péninsule Malaise, et a été observés jusqu'à 2100m d'altitude,. L'espèce vit dans les forêts tropicales humides et son abondance semble dépendre de la pluviométrie. 

Écozone Indomalaise
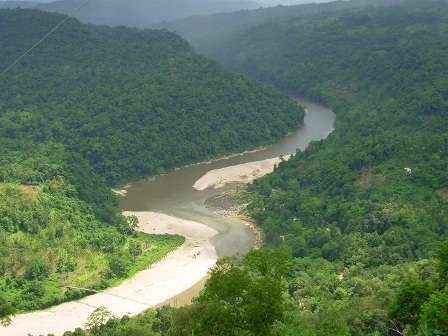
Garo hills, Inde
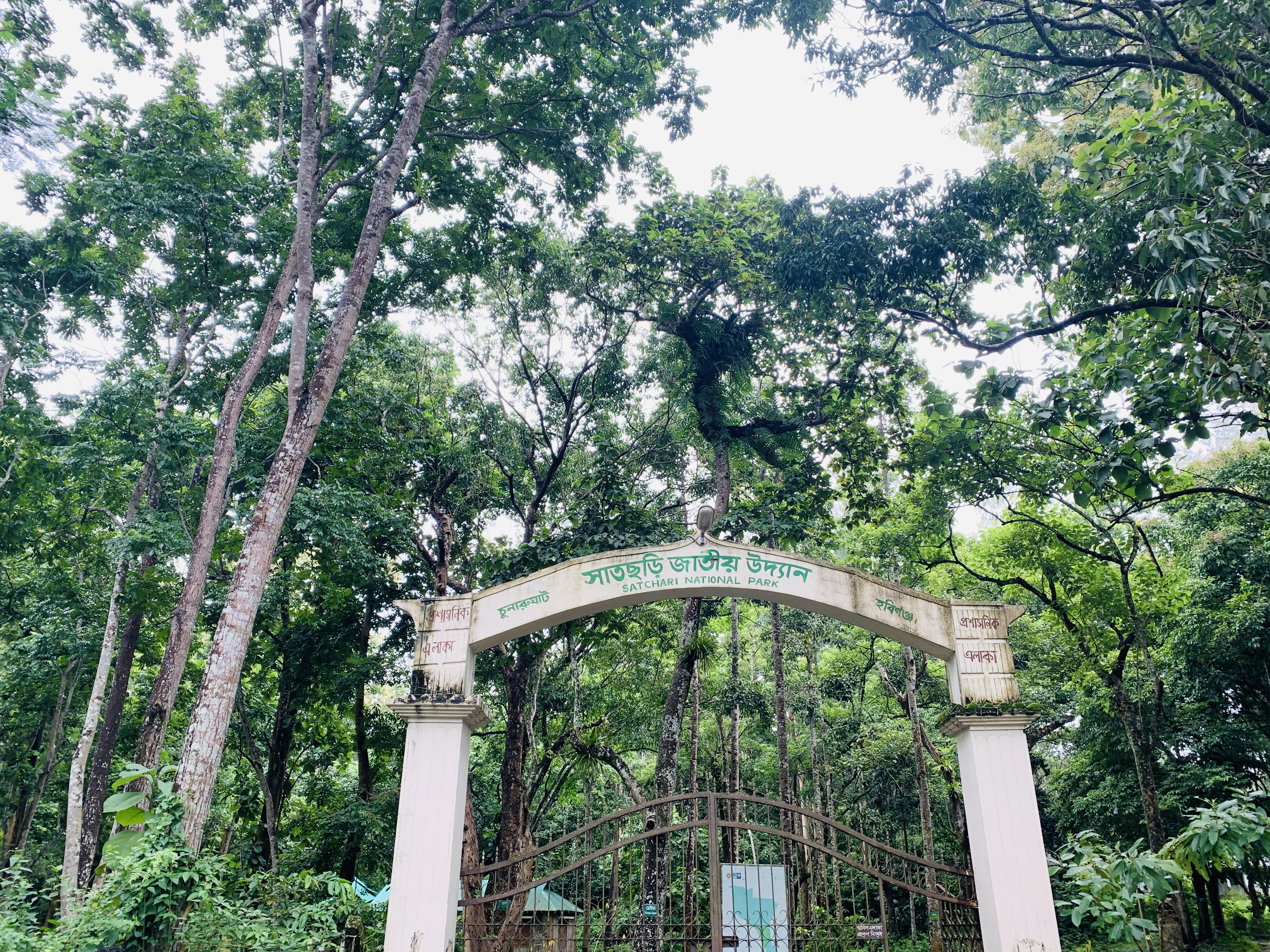
Satchari national park, Bangladesh

## Systématique
L'espèce Atrophaneura varuna a été décrite en 1842 par Adam White dans The Entomologist sous le nom Papilio varuna, à partir de deux spécimens femelles de Penang. Atrophaneura varuna fait partie du groupe d'Atrophaneura nox. La sous-espèce zaleucus est parfois considérée come une espèce à part entière. 

### Sous-espèces
- A. varuna varuna : Péninsule Malaise[1]
- A. varuna astorion : Inde, Bangladesh, Népal, Vietnam
- A. varuna zaleucus : Birmanie, Thaïlande, nord du Laos, nord du Vietnam, sud-ouest de la Chine

## Atrophaneura varunaet l'Homme

### Nom vernaculaire
En anglais Atrophaneura varuna est appelé "Common Batwing".

### Menaces et conservation
L'espèce est considérée comme "préoccupation minimale" par l'UICN. En 1985 elle était considérée comme assez commune et non menacée, mais peu courante en Malaisie. Atrophaneura varuna pourrait souffrir de la dégradation de son environnement, notamment par la déforestation, qui progresse rapidement sur son aire de répartition.